# Capgrossos de Sant Andreu de Palomar
El senyor Sendra i l'Esperanceta són els capgrossos de Sant Andreu de Palomar, que figuren dos personatges reals de l'antiga vila. El senyor Sendra representa un sereno del llegendari andreuenc, de qui s'explica que de nits visitava les veïnes quan els seus homes eren fora de casa. L'Esperanceta, per una altra banda, recorda una popular castanyera que tenia parada al carrer Gran de Sant Andreu. Els capgrossos de Sant Andreu són unes figures del 1984, obra de l'escultor Xavier Jansana. Quan es van fer, l'obertura perquè el portador hi pogués veure era molt petita. Anys més tard, aprofitant que calia restaurar-los, van resoldre el problema engrandint-li el forat de la boca.
El senyor Sendra i l'Esperanceta són portats per la Germandat de Trabucaires, Geganters i Grallers de Sant Andreu de Palomar i surten tot sovint a les trobades i cercaviles del barri i de la ciutat. Cada any, per la Festa Major de Sant Andreu participen en l'Esclat Andreuenc, una mostra de cultura popular per on passen totes les entitats del barri.